# Radu Vlădescu
Radu I. Vlădescu (n. 27 aprilie 1886, Sibiciu de Sus, Buzău – d. 15 februarie 1963, București) a fost un medic veterinar român, biochimist, membru titular (1955) al Academiei Române și al academiilor de medicină și medicină veterinară din Paris.
A fost profesor de medicină veterinară la Facultatea de medicină veterinară din București.
Este cunoscut prin importante cercetări privind compoziția chimică a materiei vii, metabolismul animal și prin lucrările din domeniul lactologiei.

## Decorații
- Semnul Onorific „Răsplata Muncii pentru 25 ani în Serviciul Statului” (13 octombrie 1941)[2]
- Ordinul Muncii clasa I (21 aprilie 1956) „cu prilejul împlinirii a 70 de ani și pentru îndelungată și bogată activitate științifică”[3]

## Opera principală
- Recherches sur la présence et le rôle du zinc chez les animaux, 1921
- Carence minérale chez les vaches laitières, 1932
- Recherches sur le contenu en acides aminés du suc gastrique anachlorhzdrique, son importance pour le diagnostique du cancer, 1945